# لادیز سفلی
لادیز سفلی، روستایی در دهستان لادیز بخش لادیز شهرستان میرجاوه در استان سیستان و بلوچستان ایران است.

## جمعیت
بر پایه سرشماری عمومی نفوس و مسکن در سال ۱۳۹۵، جمعیت این روستا برابر با ۱۵۴ نفر (۴۳ خانوار) بوده‌است.